# Stephen Root
Pour les articles homonymes, voir Root.
Stephen Root, est un acteur américain né le 17 novembre 1951 à Sarasota, en Floride, États-Unis.

## Biographie
Stephen Root est né le 17 novembre 1951 à Sarasota, en Floride, États-Unis.

### Vie privée
Il a été marié de 1984 à 1997 à Laura Joan Hase. Ils ont un fils, Cody Root.
Il est remarié depuis 2008 à l'actrice Romy Rosemont.

## Carrière
Il est un acteur récurrent des frères Joel et Ethan Coen, apparaissant dans les films O'Brother (2000), Ladykillers (2004), No Country for Old Men (2007) et La Ballade de Buster Scruggs (2018). Il apparait également dans Macbeth (2021), première réalisation d'Ethan Coen sans son frère.
De 2010 à 2014, il apparait de manière sporadique dans le rôle du juge Mike  « The Hammer » Reardon pour les besoins du polar Justified (2010-2015) porté par Timothy Olyphant,,.
En 2012, il tient le rôle récurrent de l'escroc  Gaston Means (en), reconverti enquêteur spécial pour le département de la Justice des États-Unis, dans la troisième saison de la série de mafieux Boardwalk Empire, narrant la prohibition. Il revient l'année d'après dans quelques épisodes de la quatrième saison.
En 2023, il prête sa voix au Dr Elias Brandyworth dans l'épisode spécial de la série d'animation Invincible, d'après les comics de Robert Kirkman.

## Filmographie
Sauf indication contraire, les informations mentionnées dans cette section peuvent être confirmées par la base de données cinématographiques IMDb,  présente dans la section « Liens externes ».

### Cinéma

#### Années 1980
- 1988 : Crocodile Dundee 2 de John Cornell : Un agent de la DEA
- 1988 : Incidents de parcours (Monkey Shines) de George Andrew Romero : Dean Burbage
- 1989 : Black Rain de Ridley Scott : Berg

#### Années 1990
- 1990 : Stanley et Iris (Stanley & Iris) de Martin Ritt : Mr Hershey
- 1990 : Ghost de Jerry Zucker : Un sergent
- 1991 : La Liste noire (Guilty by Suspicion) d'Irwin Winkler : Un garde
- 1991 : Un privé en escarpins (V.I. Warshawski) de Jeff Kanew : Mickey
- 1992 : Buffy, tueuse de vampires (Buffy the Vampire Slayer) de Fran Rubel Kuzui : Gary Murray
- 1992 : Un loup dans la bergerie (Bed & Breakfast) de Robert Ellis Miller : Randolph
- 1993 : Extreme Justice de Mark L. Lester : Max Alvarez
- 1993 : Président d'un jour (Dave) d'Ivan Reitman : Don Durenberger
- 1993 : RoboCop 3 de Fred Dekker : Coontz
- 1995 : La Nuit de l'épouvantail (Night of the Scarecrow) de Jeff Burr : Uncle Frank / Le Sheriff
- 1998 : Drôles de Papous (Krippendorf's Tribe) de Todd Holland : Gerald Adams
- 1999 : 35 heures, c'est déjà trop (Office Space) de Mike Judge : Milton Waddams
- 1999 : Natural Selection de Mark Lambert Bristol : Mr Crenshaw
- 1999 : Gut Feeling de Ian Sears : Kane Cohen
- 1999 : L'Homme bicentenaire (Bicentennial Man) de Chris Columbus : Dennis Mansky, Chef de NorthAm Robotics

#### Années 2000
- 2000 : O'Brother (O Brother, Where Art Thou?) de Joel Coen : Le gérant de la station radio aveugle
- 2002 : L'Âge de glace (Ice Age) de Chris Wedge et Carlos Saldanha : Rhino / Start (voix)
- 2002 : Les Country Bears (The Country Bears) de Peter Hastings : Zeb Zoober (voix)
- 2003 : Le Monde de Nemo (Finding Nemo) d'Andrew Stanton et Lee Unkrich : Bubbles (voix)
- 2003 : Grind de Casey La Scala : Cameron
- 2006 : L'Âge de glace 2 (Ice Age: The Meltdown) de Carlos Saldanha : Le père d'Aardvark (voix)
- 2006 : Rox et Rouky 2 de Jim Kammerud : Talent Scout (voix)
- 2004 : Raising Genius de Linda Voorhees et Bess Wiley : Dwight Nestor
- 2004 : Père et Fille (Jersey Girl) de Kevin Smith : Greenie
- 2004 : Ladykillers (The Ladykillers) de Joel et Ethan Coen : Fernand Gudge
- 2004 : Dodgeball ! Même pas mal ! (Dodgeball: A True Underdog Story) de Rawson Marshall Thurber : Gordon
- 2004 : Famille à louer (Surviving Christmas) de Mike Mitchell : Dr Freeman
- 2004 : Wake Up, Ron Burgundy: The Lost Movie d'Adam McKay : Vince Masters
- 2005 : Just Friends de Roger Kumble : KC
- 2007 : No Country for Old Men de Joel et Ethan Coen : L'homme qui engage Wells
- 2007 : Have Dreams, Will Travel de Brad Isaacs : Sheriff Brock
- 2007 : Cook Off! de Cathryn Michon et Guy Shalem : Morty Van Rookle
- 2007 : Sunny & Share Love You de Matthew Buzzell : Clive Anderson
- 2008 : Mad Money de Callie Khouri : Glover
- 2008 : Jeux de dupes de George Clooney : Suds
- 2008 : Drillbit Taylor, garde du corps (Drillbit Taylor) de Steven Brill : Principal Doppler
- 2008 : Le Fantôme de mon ex-fiancée (Over Her Dead Body) de Jeff Lowell : Le sculpteur
- 2008 : Les Décalés du cosmos : Ze Movie (Tripping the Rift: The Movie) de Bernie Denk : Chode (voix)
- 2009 : Le Soliste (The Soloist) de Joe Wright : Curt Reynolds
- 2009 : Docteur Dolittle 5 (Dr. Dolittle: Million Dollar Mutts) d'Alex Zamm : Tortue (voix)
- 2009 : Dans ses rêves (Imagine That) de Karey Kirkpatrick : Fred Franklin
- 2009 : Les Chèvres du Pentagone (The Men Who Stare At Goats) de Grant Heslov : Gus Lacey

#### Années 2010
- 2010 : No Limit (Unthinkable) de Gregor Jordan : Charles Thomson
- 2010 : Everything Must Go de Dan Rush : Elliot
- 2010 : Scooby-Doo : La Colonie de la peur (Scooby-Doo! Camp Scare) de Spike Brandt : Burt (voix)
- 2011 : La Conspiration (The Conspirator) de Robert Redford : John Lloyd
- 2011 : Red State de Kevin Smith : Shérif Wynan
- 2011 : J. Edgar de Clint Eastwood : Arthur Koehler
- 2011 : Tom et Jerry et le Magicien d'Oz (Tom and Jerry and the Wizard of Oz) de Spike Brandt et Tony Cervone : Oncle Henry / Un corbeau (voix)
- 2011 : Bienvenue à Cedar Rapids (Cedar Rapids) de Miguel Arteta : Bill Krogstad
- 2011 : Rango de Gore Verbinski : Doc / Merrimack / Mr Snuggles (voix)
- 2011 : Batman: Year One de Sam Liu et Lauren Montgomery : Lieutenant Brendan (voix)
- 2011 : The Last Days (Son of Morning) de Yaniv Raz : Sénateur Lewis
- 2012 : Miracle en Alaska (Big Miracle) de Ken Kwapis : Gouverneur Haskell
- 2013 : Sous surveillance (The Company You Keep) de Robert Redford : Billy Cusimano
- 2013 : Lone Ranger : Naissance d'un héros (The Lone Ranger) de Gore Verbinski : Habberman
- 2013 : Bad Milo! de Jacob Vaughan : Roger
- 2013 : Shérif Jackson (Sweetwater) de Logan Miller : Hugh
- 2013 : Superman contre Brainiac (Superman: Unbound) de James Tucker : Zor-El (voix)
- 2013 : Feels So Good de Josh Stolberg : Nick Celisco
- 2014 : Selma d'Ava DuVernay : Colonel Al Lingo
- 2015 : Hello, My Name Is Doris de Michael Showalter : Todd
- 2015 : 7 Chinese Brothers de Bob Byington : George
- 2015 : Dalton Trumbo (Trumbo) de Jay Roach : Hymie King
- 2016 : Le Monde de Dory (Finding Dory) d'Andrew Stanton : Bubbles (voix)
- 2016 : Hors contrôle (Mike and Dave Need Wedding Dates) de Jake Szymanski : Burt
- 2016 : Tom et Jerry : Retour à Oz (Tom and Jerry: Back to Oz) de Spike Brandt et Tony Cervone : Oncle Henry (voix)
- 2016 : Spectral de Nic Mathieu : Dr Mindala
- 2017 : Get Out de Jordan Peele : Jim Hudson
- 2017 : Les Trois Christs (Three Christs) de Jon Avnet : Dr Rogers
- 2017 : Infinity Baby de Bob Byington : Fenton
- 2018 : Mère incontrôlable à la fac (Life of the Party) de Ben Falcone : Mike
- 2018 : Une femme d'exception (On the Basis of Sex) de Mimi Leder : Professeur Brown
- 2018 : La Ballade de Buster Scruggs (The Ballad of Buster Scruggs) de Joel et Ethan Coen : Le guichetier
- 2019 : Scandale (Bombshell) de Jay Roach : Neil Mullin
- 2019 : Seberg de Benedict Andrews : Walt Breckman

#### Années 2020
- 2020 : The Empty Man de David Prior : Arthur
- 2020 : Four Good Days de Rodrigo García : Chris
- 2020 : Home de Franka Potente : Père Bruce Browning
- 2021 : Macbeth (The Tragedy of Macbeth) de Joel Coen : Le portier
- 2022 : To Leslie de Michael Morris : Dutch
- 2025 : Heads of State d'Ilia Naïchouller

#### Courts métrages
- 2006 : The Frank Anderson de Dave Perkal : John Simon
- 2009 : Glock de Tom Everett Scott : Remington
- 2013 : Matt Damon Goes on Strike! de Josh Lieb : Un reporter

### Télévision

#### Séries télévisées
- 1990 : Sois prof et tais-toi ! (Head of the Class) : Mr Birch
- 1990 : L'Équipée du Poney Express (The Young Riders) : Regrets
- 1990 : Roseanne : Peter Lundy
- 1990 : Un flic dans la mafia (Wiseguy) : Jack Bishop
- 1990 - 1991 : La loi est la loi (Jake and the Fatman) : Hastings /Sergent Moynihan
- 1990 - 1992 : Tribunal de nuit (Night Court) : L'esprit de la mort / Mr Willard
- 1990 - 1994 : La Loi de Los Angeles (L.A. Law) : Brandon McCafferty, l'avocat
- 1991 : Papa bricole (Home Improvement) : L'extérminateur
- 1991 : La Famille Torkelson (The Torkelsons/Almost Home) : Sheriff Bobby Clinton
- 1991 : Star Trek : La Nouvelle Génération (Star Trek: The Next Generation) : Capitaine K'Vada
- 1991 : Davis Rules : Porter
- 1991 : Sons and Daughters : Stevey
- 1991 : Contretemps (Golden Years) : Major Moreland
- 1992 : Guerres privées (Civil Wars) : Steven Fingerman, l'avocat
- 1992 : Murphy Brown : John Brophy
- 1992 : Marshall et Simon (Eerie, Indiana) : Mr Chaney
- 1993 : Dans la chaleur de la nuit (In the Heat of the Night) : Raymond Mercer
- 1993 : Petite fleur (Blossom) : Louie
- 1993 : Les Anges de la ville (Sirens) : George Bailey
- 1993 : Code Quantum (Quantum Leap) : John Tremaine Jr.
- 1993 : The Golden Palace : Mr Tucker
- 1993 : Bienvenue en Alaska (Northern Exposure) : Frère Timothy
- 1993 - 1994 : Harts of the West : R.O
- 1994 : Diagnostic : Meurtre (Diagnosis Murder) : Charlie Lane
- 1994 : La Loi de la Nouvelle Orléans
- 1994 : La Vie à cinq (Party of Five) : Le coach
- 1994 : New York Police Blues (NYPD Blue) : Sergent Fulmer
- 1995 : VR.5 : Un négocitateur
- 1995 : Christy : Clarence Sweetwater
- 1995 : Cybill : Phil Asher
- 1995 : Chicago Hope : La Vie à tout prix (Chicago Hope) : Un patient
- 1995 - 1999 : Infos FM (NewsRadio) : Jimmy James
- 1996 : Seinfeld : Mr Lager
- 1998 : De la Terre à la Lune (From the Earth to the Moon) : Chris Kraft
- 1998 : Profiler : Un homme
- 1999 - 2001 : Un homme à femmes (Ladies Man) : Gene
- 2001 : Ed : George MacPherson
- 2001 : The Norm Show : Mr Sweeney
- 2001 : DAG : Sénateur Culpepper
- 2002 : According to Jim : Al Crannis
- 2002 : Voilà ! (Just Shoot Me!) : Dr Drake Kelson
- 2002 : Malcolm (Malcolm in the Middle) : John Pratt
- 2002 - 2004 : Parents à tout prix (Grounded for Life) : Tony Bustamante
- 2003 : Les Experts (CSI: Crime Scene Investigation) : Michael Kirkwood
- 2004 : Frasier : Harbin
- 2005 - 2006 : À la Maison-Blanche (The West Wing) : Bob Mayer
- 2006 : Destination 11 Septembre (The Path to 9/11) : Richard Clarke
- 2007 : Slacker Cats : Tommy
- 2008 : True Blood : Eddie Gautier
- 2008 : Pushing Daisies : Dwight Dixon
- 2008 : Boston Justice (Boston Legal) : Ethan Melman
- 2008 : Head Case : Pat Jennings
- 2008 : The Sarah Silverman Program. : Johnny Forrealz
- 2009 : Californication : Ricardo Collini
- 2010 : 24 Heures chrono (24) : Bill Prady
- 2010 : The Defenders : Juge Taylor
- 2010 : Louie : Dr Hepa
- 2010 - 2014 : Justified : Juge Mike Reardon
- 2011 : Fringe : Raymond
- 2011 : Raising Hope : Cap Collins
- 2011 : Childrens Hospital : Hank Maestro
- 2012 : The Good Wife : Juge Murphy Wicks
- 2012 - 2013 : Boardwalk Empire : Gaston Means
- 2013 : The Newsroom : Général Stomtonovich
- 2014 : Hot in Cleveland : Brian
- 2014 : Fargo : Burt Canton
- 2014 : Turn : Nathaniel Sackett
- 2014 : The Big Bang Theory : Dan
- 2014 - 2015 : Brooklyn Nine-Nine : Lynn Boyle
- 2014 - 2017 : Idiotsitter : Ken Russell
- 2016 : Masters of Sex : Harvey Toplin
- 2016 : Con Man : Pascal
- 2016 - 2019 : The Man in the High Castle : Hawthorne Abendsen
- 2017 : Angie Tribeca : Mortimer Begoyle
- 2017 : Veep : Juge Walsh
- 2018 - 2023 : Barry : Fuches
- 2020 : Perry Mason : Maynard Barnes
- 2021 : Blindspotting : Rick
- 2021 / 2023 : Succession : Ron Petkus
- 2022 : Le Livre de Boba Fett (The Book of Boba Fett) : Lortha Peel
- 2023 : Beacon 23 : Solomon

#### Séries d'animation
- 1997 : Johnny Bravo : Le père de Timmy / L'annonceur (voix)
- 1997 - 2010 : Les Rois du Texas (King of the Hill) : Bill Dauterive / Buck Strickland (voix)
- 1999 : Superman, l'Ange de Metropolis (Superman: The Animated Series) : Revered Amos Howell / Unity (voix)
- 1999 : Rusty le robot (Big Guy and Rusty the Boy Robot) : Dr Donovan (voix)
- 2000 : Les Aventures de Buzz l'Éclair (Buzz Lightyear of Star Command) : Sheriff
- 2001 : La Légende de Tarzan (The Legend of Tarzan) : Theodore 'Teddy' Roosevelt (voix)
- 2002 : Cool Attitude (The Proud Family) : Mr Andrews (voix)
- 2002 : La Ligue des justiciers (Justice League) : Cat Man (voix)
- 2002 - 2005 : Kim Possible : Pop-Pop Porter / Chester Yapsby / Memphis (voix)
- 2004 : Brandy et M. Moustache (Brandy & Mr. Whiskers) : Le père Noël (voix)
- 2004 - 2007 : Les Décalés du cosmos (Tripping the Rift) : Chode (voix)
- 2005 : Teen Titans : Les Jeunes Titans (Teen Titans): Val Yor (voix)
- 2005 - 2006 : The X's : Homebase (voix)
- 2005 - 2007 : American Dad! : Dick (1re voix)
- 2007 : Random! Cartoons : Lance (voix)
- 2008 : Chowder : Stilton / Un danseur (voix)
- 2009 - 2011 : Batman : L'Alliance des héros (Batman: The Brave and the Bold) : Woozy Winks / Le Pingouin / Carnival Barker / Killer Croc (voix)
- 2010 : Glenn Martin DDS : Hoss Willicker (voix)
- 2011 : Le Monde selon Tim (The Life and Times of Tim) : Lou (voix)
- 2011 : ThunderCats : Hattanzo (voix)
- 2011 - 2014 : Kung Fu Panda : L'Incroyable Légende (Kung Fu Panda: Legends of Awesomeness) : Junjie / Mu-Shi (voix)
- 2011 / 2014 - 2015 / 2017 : Adventure Time (Adventure Time with Finn & Jake) : Martin / Grimby / Tart Toter / Un villageois (voix)
- 2012 : La Légende de Korra (The Legend of Korra) : Le leader de White Lotus/ Hobo (voix)
- 2012 - 2013 : The Cleveland Show : Allister Monkarsh / Mr Kellogg (voix)
- 2012 - 2014 : Dragons : Cavaliers de Beurk (DreamWorks Dragons) : Mildew (voix)
- 2012 - 2014 : Souvenirs de Gravity Falls (Gravity Falls) : Bud Gleeful (voix)
- 2012 / 2022 : La Ligue des justiciers : Nouvelle Génération (Young Justice) : Jack Haly (voix)
- 2013 : Out There : Mr Shooty (voix)
- 2014 : Mike Tyson Mysteries : Thomas J. Watson (voix)
- 2014 : Phinéas et Ferb (Phineas and Ferb) : Floyd (voix)
- 2014 : Bee and PuppyCat : Le fermier (voix)
- 2015 - 2016 : Star Butterfly (Star vs. the Forces of Evil) : Brian (voix)
- 2016 : Les Gardiens de la Galaxie (Marvel's Guardians of the Galaxy) : Neeza (voix)
- 2017 : Niko et l'Épée de Lumière (Niko and the Sword of Light) : Diggantus (voix)
- 2018 : Mr. Pickles : Le fermier (voix)
- 2018 : Les Aventures extraordinaires de Capitaine Superslip (The Epic Tales of Captain Underpants) : Hush Muffleman / Mr Fyde (voix)
- 2018 : Dallas & Robo : Oncle Danny (voix)
- 2019 : BoJack Horseman : Jeremiah Whitewhale / Ezekial Whitewhale (voix)
- 2019 : Bless the Harts : Rick Ocean (voix)
- 2019 - 2021 : La Colo magique (Summer Camp Island) : Stuart (voix)
- 2019 - 2022 : Amphibia : Maire Toadstool (voix)
- 2020 : La Bande à Picsou (DuckTales) : J.W. Guidebook (voix)
- 2020 : The Midnight Gospel : Bill Tart / Blithrreyus (voix)
- 2020 : Robot Chicken : Prédateur Wilson / Wolf Spritzer (voix)
- 2020 : Adventure Time: Distant Lands : Mr M / Bob (voix)
- 2020 - 2022 : Les puissants (The Mighty Ones) : Bernard (voix)
- 2021 : Les Maîtres de l'univers : Révélation (Masters of the Universe: Revelation) : Cringer (voix)
- 2021 : Les Simpson (The Simpsons) : Blidorf (voix)
- 2022 : La Légende de Vox Machina (The Legend of Vox Machina) : Professeur Anders (voix)
- 2022 : Nous les bébés ours (We Baby Bears) : Rexford / Trees (voix)
- 2023 : Invincible : Dr Elias Brandyworth (voix)
- 2023 : Beavis et Butt-Head : Gary (voix)
- 2023 : Praise Petey : Le père (voix)
- 2023 : Scott Pilgrim prend son envol (Scott pilgrim takes off) : Les nanomachines (voix)
- 2023 : Hamster et Gretel (Hamster & Gretel) : Jeff Strawberry / Horsegobble / Wallace (voix)
- 2023 : Fired on Mars : Mark (voix)
- 2023 : Adventure Time : Fionna & Cake : Martin Mertens (voix)
- 2023 - 2024 : Clone High : Schneider Snorkelle (voix)
- 2023 - 2024 : Velma : Chef Merle Cogburn (voix)
- 2024 : Krapopolis : Salt (voix)
- 2024 : Les Maîtres de l'univers : Révolution (Masters of the Universe: Revolution) : Cringer / Un chat / Snout Spout (voix)

#### Téléfilms
- 1989 : La Croix de feu (Cross of Fire) : Beggs
- 1992 : Jusqu'à ce que la mort nous sépare (A Woman Scorned: The Betty Broderick Story) : Kevin McDonald
- 1992 : Jusqu'à ce que le meurtre nous sépare (Her Final Fury: Betty Broderick, the Last Chapter) : Kevin McDonald
- 1993 : Class of '61 de Gregory Hoblit : Edwin Stanton
- 1993 : Black Widow Murders: The Blanche Taylor Moore Story : Dr Kirby
- 1995 : In the Line of Duty: Hunt for Justice : Jaan Laaman
- 1996 : The Road to Galveston : Ed Kirkman
- 1996 : La Loterie (The Lottery) de Daniel Sackheim : Graham Dunbar
- 1996 : Destination inconnue (Pandora's Clock) d'Eric Laneuville : Mark Hastings
- 1999 : The Sissy Duckling : Big Ducky (voix)
- 2002 : Dexter Prep : Charles
- 2005 : Kim Possible: So the Drama : Un cowboy parieur (voix)
- 2012 : Megawinner : John / Merlin Perlini
- 2012 : Outlaw Country d'Adam Arkin et Michael Dinner : Jack Folcum
- 2013 : Garden Apartments : Jasper
- 2013 : The Arrangement : Avery Boomer
- 2013 : To My Future Assistant : Frank
- 2016 : All the Way de Jay Roach : J. Edgar Hoover

## Ludographie
- 1997 : Blade Runner : Early Q

## Voix francophones
Entre la fin des années 1980 et le début des années 2000, Stephen Root est doublé par plusieurs comédiens en version française. Il est notamment doublé à deux reprises chacun par Marc François dans Crocodile Dundee 2 et La Vie à cinq ou encore par Gilbert Lévy dans Ghost et RoboCop 3. À titre exceptionnel, il est doublé par Michel Derain dans Buffy, tueuse de vampires, Albert Augier dans Code Quantum, Mario Santini dans Président d'un jour, Érik Colin dans Infos FM  ou encore par Gérard Boucaron dans O'Brother.
Depuis 1999 et le film L'Homme bicentenaire, Philippe Peythieu le double à plusieurs reprises, dont dans 24 Heures chrono, Sous surveillance, The Good Wife, The Newsroom, Brooklyn Nine-Nine, ou encore La Ballade de Buster Scruggs. Depuis 2004, il est également doublé par Gabriel Le Doze, qui est sa voix dans Ladykillers, Le Fantôme de mon ex-fiancée, No Limit, All the Way, Four Good Days, Perry Mason et The Empty Man.
En parallèle, Michel Papineschi le double à trois reprises dans Dans ses rêves, The Man in the High Castle et Mon oncle Frank, tandis qu'il est doublé à deux reprises chacun par Patrick Préjean (Drôles de Papous et The Big Bang Theory), par Michel Tugot-Doris (35 heures, c'est déjà trop et J. Edgar), par Jean-Pierre Gernez (True Blood et Justified) ainsi qu'Achille Orsoni (Shérif Jackson et Mère incontrôlable à la fac), Philippe Vincent (Fringe et Seberg) et Emmanuel Jacomy (The Defenders et Une femme d'exception).
Enfin, depuis le début des années 2000, il est doublé à titre exceptionnel par Alain Choquet dans À la Maison-Blanche, Daniel Kenigsberg dans Dodgeball ! Même pas mal !, Richard Leblond dans Pushing Daisies, Michel Fortin dans No Country for Old Men, Patrice Melennec dans Les Chèvres du Pentagone, Benoît Van Dorslaer dans Bienvenue à Cedar Rapids, Jean-Paul Landresse dans La Conspiration, Jacques Frantz dans Boardwalk Empire, Bernard Lanneau dans Angie Tribeca, Paul Borne dans Barry, Guy Chapellier dans Scandale, Sylvain Lemarié dans Macbeth ou encore Gérard Darier dans Le Livre de Boba Fett.
En version québécoise, il est doublé à trois reprises chacun Hubert Gagnon dans L'Homme bicentenaire, Ballon chasseur: Une vraie histoire de sous-estimes et Folles du cash ainsi que par Stéphane Rivard dans Ca Planche!, Double Jeu et La Reine de la fête. Manuel Tadros le double dans  Mike et Dave cherchent compagnes pour mariage et Une femme d'exception tandis qu'il est doublé à titre exceptionnel par Marc Bellier dans : Drillbit Taylor, Raymond Bouchard dans : Les Hommes qui regardent les chèvres, Pierre Chagnon dans : Le Grand Miracle, Luis De Cespedes dans : Simplement Amis?, Louis-Georges Girard dans : Destination: Lune, François L'Écuyer dans : Les Country Bears, Jean-Marie Moncelet dans : La file du New Jersey, Benoit Rousseau dans : La Tribu Krippendorf et Denis Roy dans Les Tueurs de dames.